# Actenicerus aerosus miyanouranus
Actenicerus aerosus miyanouranus é uma subespécie de besouro click da família Elateridae, descrita cientificamente por Kishii em 1968. São facilmente encontradas em Yakushima.